# Austin Highsmith
Pour les articles homonymes, voir Highsmith.
Austin Highsmith est une actrice et productrice américaine, elle est née le 31 mars 1981 à Winston-Salem en Caroline du Nord.

## Filmographie
- 2005 : Night Stalker : Le Guetteur de Liza Valenti, 1 Episode
- 2005 : Les Experts : Manhattan de Rebecca Zernecky, 1 Episode
- 2006 : Juste cause rôle : une reporter, 1 Episode
- 2006 : Boston Justice rôle : Lara Kohn, 1 Episode
- 2007 : Dirt rôle : Mary Duffy, 1 Episode
- 2007 : Ghost Whisperer rôle : Sydney Drake, 1 Episode
- 2008 : L'Exutoire rôle : Eleven, 1 Episode
- 2008 : Breathing Room de John Suits rôle : numéro 11
- 2009 : Ambition to Meaning: Finding Your Life's Purpose
- 2009 : Terminator : Les Chroniques de Sarah Connor rôle : Debbie, 1 Episode
- 2009 : Les Experts : Miami rôle : Grace Carlson, 1 Episode
- 2007 : Room 33 rôle : Allie
- 2009 : Circle of Eight rôle : Jessica
- 2009 : Little Odessa rôle : Jennifer
- 2010 : The Last Harbor rôle : Leanne
- 2010 : Big Love rôle : Katie, 1 Episode
- 2010 : Squatters rôle : Une témoin de Jéhova, 1 Episode
- 2010 : Grey's Anatomy rôle : Amber Courier, 1 Episode
- 2010 : Esprits criminels rôle : Kristin Spicer, 1 Episode
- 2011 : Castle rôle : Camille Roberts, 1 Episode
- 2011 : L'Incroyable Histoire de Winter le dauphin  rôle : Phoebe
- 2012 : The Pony Man rôle : Emily, 1 Episode
- 2012 : Fractalus de James Ward Byrkit : Kelly
- 2012 : Gangster Squad
- 2016 : Scream rôle : Karen Lang, récurrente saison 2
- 2017 : Je n'ai pas tué mon mari ! rôle : Mary